# Aplastodiscus ibirapitanga
Aplastodiscus ibirapitanga és una espècie de granota de la família dels hílids. és endèmica del Brasil. Els seus hàbitats naturals inclouen boscos tropicals o subtropicals secs i a baixa altitud, rius, aiguamolls intermitents d'aigua dolça, jardins rurals i zones prèviament boscoses ara molt degradades.